# Onychagrotis rileyana
Onychagrotis rileyana là một loài bướm đêm trong họ Noctuidae.